# Eksplozija v tovarni Melamin (2022)
Eksplozija v tovarni Melamin se je zgodila 12. maja 2022 okrog 8.35 v obratu slovenskega podjetja Melamin v središču Kočevja. S sedmimi smrtnimi žrtvami je to najhujša delovna nesreča v Sloveniji. Že od začetka je kazalo, da naj bi eksplozijo pri prečrpavanju epiklorhidrina iz avtocisterne povzročila človeška napaka. Kriminalistična preiskava, ki so jo končali februarja 2023, je pokazala več nepravilnosti. Zaradi storitve kaznivih dejanj ogrožanja varnosti pri delu in povzročitve splošne nevarnosti so ovadili štiri fizične in eno pravno osebo. Med ovadenimi osebami so direktor Melamina Srečko Štefanič, direktor podjetja SmartMelamine in kemične industrije v Melaminu Damjan Murn ter varnostna inženirja Rudi Adamič in Janez Dejak.

## Ozadje
Melamin je kočevsko podjetje s statusom obrata z večjim tveganjem za okolje. Proizvaja plastične mase, lake in druge kemične izdelke. Ustanovljeno je bilo leta 1954 in je pred nesrečo zaposlovalo 194 ljudi, s čimer je največji delodajalec v regiji. Občina Kočevje je leta 2009 tudi sprejela Načrt zaščite in reševanja ob nesreči z nevarno snovjo.

## Incident
Do eksplozije je prišlo na pretakališču epiklorhidrina, kjer so raztovarjali cisterno.
Na kraju nesreče je umrlo pet ljudi, vsi so bili s podjetjem v delovnem razmerju; od tega je bil eden redno zaposleni, štirje pa so bili zunanji izvajalci. Zaradi moči eksplozije ti niso imeli možnosti preživetja. Med umrlimi sta bila dva Slovenca, državljan Makedonije in dva državljana Bosne in Hercegovine. Dva od poškodovanih sta utrpela hujše opekline in sta bila prepeljana v UKC Ljubljana. Prvi od njiju je poškodbam podlegel 19. maja, drugi pa 6. junija, s čimer sta postala šesta in sedma žrtev nesreče. Identiteto trupel so morali zaradi izmaličenosti pristojni ugotoviti z analizo DNK.
Požar so gasilci omejili 13. ure istega dne. Zaradi »ekstremne« eksplozije se je porušil del železne konstrukcije in tako gasilcem onemogočil pristop do štirih pogrešanih oseb. Tako so se gasilci do njih prebili šele pozno popoldne.
Po neuradnih informacijah so razlogi za nesrečo neupoštevanje varnostnih ukrepov s strani zaposlenega ter težave z dokumentacijo.

## Intervencija
Eksplozija je sicer povzročila kontaminacijo okoliških ulic, vendar je minimalno škodovala okolju. Na okoliških objektih so popokala nekatera okna. V dimu po analizi ELME ni bilo strupenih snovi, zaznane so bile le saje. Po besedah Leona Behina, vodje Gasilske zveze Kočevje, bodo predlagali analizo okoliške zemljine. Požarna voda je bila v okviru varnostnih sistemov Melamina shranjena v namenske zabojnike, vendar površinske vode in vodna zajetja niso bila prizadeta.
Nacionalni inštitut za javno zdravje (NIJZ) je ob požaru okoliškim prebivalcem izdal navodila in splošna priporočila za ravnanje. Na kraj nesreče so prišli predstavniki Agencije RS za okolje (ARSO), ekološkega laboratorija civilne zaščite (ELME), Uprave RS za varno hrano (UVHVVR), Nacionalnega laboratorija za zdravje (NLZOH) in NIJZ. Po besedah direktorja ZD Kočevje so bile ob eksploziji aktivirane vse razpoložljive enote. Na kraj nesreče so po zahtevi Centra za obveščanje RS prišli tudi pripadniki Enote za specialno delovanje in helikopter SV. Vojska je kasneje tudi izvedla dekontaminacijo okoliških cest. Skupno je v intervenciji (poleg zgoraj naštetih služb) posredovalo 15 prostovoljnih gasilskih društev Gasilske Zveze Kočevje s 127 člani ter še 13 gasilcev GEŠP Ribnica, 16 reševalcev NMP Kočevje in Ribnica ter 57 vojakov; za zaščito kraja nesreče je sodelovala Policija.
V UKC Ljubljana so po načrtu za ukrepanje v primeru množičnih nesreč pripravili deset mest za prizadete v nesreči ter za eno uro prekinili nenujne operacije. Pomoč naj bi po podatkih UKC potrebovalo 20 oseb, vendar so jih večino oskrbeli v ZD Kočevje (med drugim tudi nekaj pripadnikov intervencijskih služb). NIJZ je lokalnemu prebivalstvu odsvetoval zaužitje že zrele domače pridelane hrane. Oba huje poškodovana delavca so sprejeli na oddelku za plastično kirurgijo in opekline urgentnega bloka UKC Ljubljana.
Melamin materialne škode intervencijskim službam, ki jo je nesreča povzročila na gasilski opremi ni poplačal, račun za uničeno opremo je namreč pokrila občina. Svojci umrlih prav tako še niso prejeli denarnih odškodnin. Melamin naj bi sicer denar nakazal zavarovalnici Sava, a svojci odškodnin niso prejeli.

## Sanacija in odzivi
Kriminalisti so z ogledom končali dne 14. maja, dan kasneje se je pričelo pospravljanje in sanacija kraja nesreče. Zaradi nesreče so v prihodnjem vikendu v Kočevju odpovedali vse kulturne prireditve. Za 16. maj je Občina Kočevje sklicala izredno sejo.
Tako direktor Srečko Štefanič kot župan Občine Kočevje Vladimir Prebilič sta isti dan napovedala popis in finančno povrnitev vse povzročene škode. Občina bo tudi pomagala finančno prizadetim osebam z financami iz lastnega proračuna. Po besedah predsednice Državnega zbora Urške Klakočar Zupančič je Melamin upravičen tudi do finančnih sredstev EU. Melaminu bosta pomagali banka SID in Slovenski podjetniški sklad. Večina zaposlenih je tako sedaj na čakanju, 13. maja je bila izplačana še plača.
Dan po eksploziji je kraj incidenta obiskal minister za obrambo RS Matej Tonin. Za odlično sodelovanje različnih medicinskih ustanov se je zahvalil minister za zdravje Janez Poklukar. Minister za gospodarstvo Zdravko Počivalšek je Melamin obiskal dan po nesreči in se z županom in direktorjem pogovarjal o možni državni pomoči zaposlenim, preko Twitterja pa je kasneje tudi izrazil sožalje svojcem pokojnih. 14. maja je Melamin obiskala tudi Urška Klakočar Zupančič, predsednica 9. sklica Državnega zbora RS, ter napovedala vladno pomoč. Sožalje svojcem je izrazil tudi predsednik republike Borut Pahor.
Zaposleni v tovarni je septembra 2022 dal intervju za N1 Slovenija, v katerem je za nesrečo okrivil pomanjkljiv varnostni protokol na pretakališču kemikalij.
Časnik Dnevnik je 30. januarja poročal o odločitvi civilne iniciative Melamin mora ven iz mesta, da v sodelovanju z okoljevarstveno organizacijo ROVO na vlado RS naslovi pobudo za razveljavitev okoljevarstvenih dovoljenj, ki sta bili Melaminu dodeljeni v preteklosti. Poročali so o nedoslednosti pri zahtevi po presoji vpliva na okolje. Negativno mnenje naj bi pri izdaji okoljevarstvenega dovoljenja podal tudi NIJZ.
20. marca je časnik Dnevnik objavil podatke o prikrivanju glob, ki jih je Melamin prejel s strani Inšpektorata za delo. Kot so navedli je Inšpektorat za delo že leta 2016 opravil nadzor tako v PE obutvena industrija kot v PE kemija, kjer je inšpektor ugotovil nepravilnosti v zvezi z nadzorovanjem zunanjih izvajalcev. Enaka nepravilnost je bila ugotovljena leta 2021 in po eksploziji leta 2022. Pri nadzoru leta 2019 in leta 2022 po eksploziji so ugotovili neustreznosti pri praktičnem preizkusu delavca, leta 2021 in 2022 pa pomanjkljivosti pri določevanju varnostnih ukrepov v navodilih za varno delo. Inšpektorat je pravni osebi izrekel 2000 evrov globe, odgovorni osebi pa 500 evrov globe zaradi nepravilnosti glede zagotovitve ustrezne varnostne opreme delavcu. Enaka kazen je bila dodeljena tudi zaradi neustreznega preizkusa praktične usposobljenosti delavca.